# 里訥山
46°44′22″N 9°48′51″E / 46.73944°N 9.81417°E

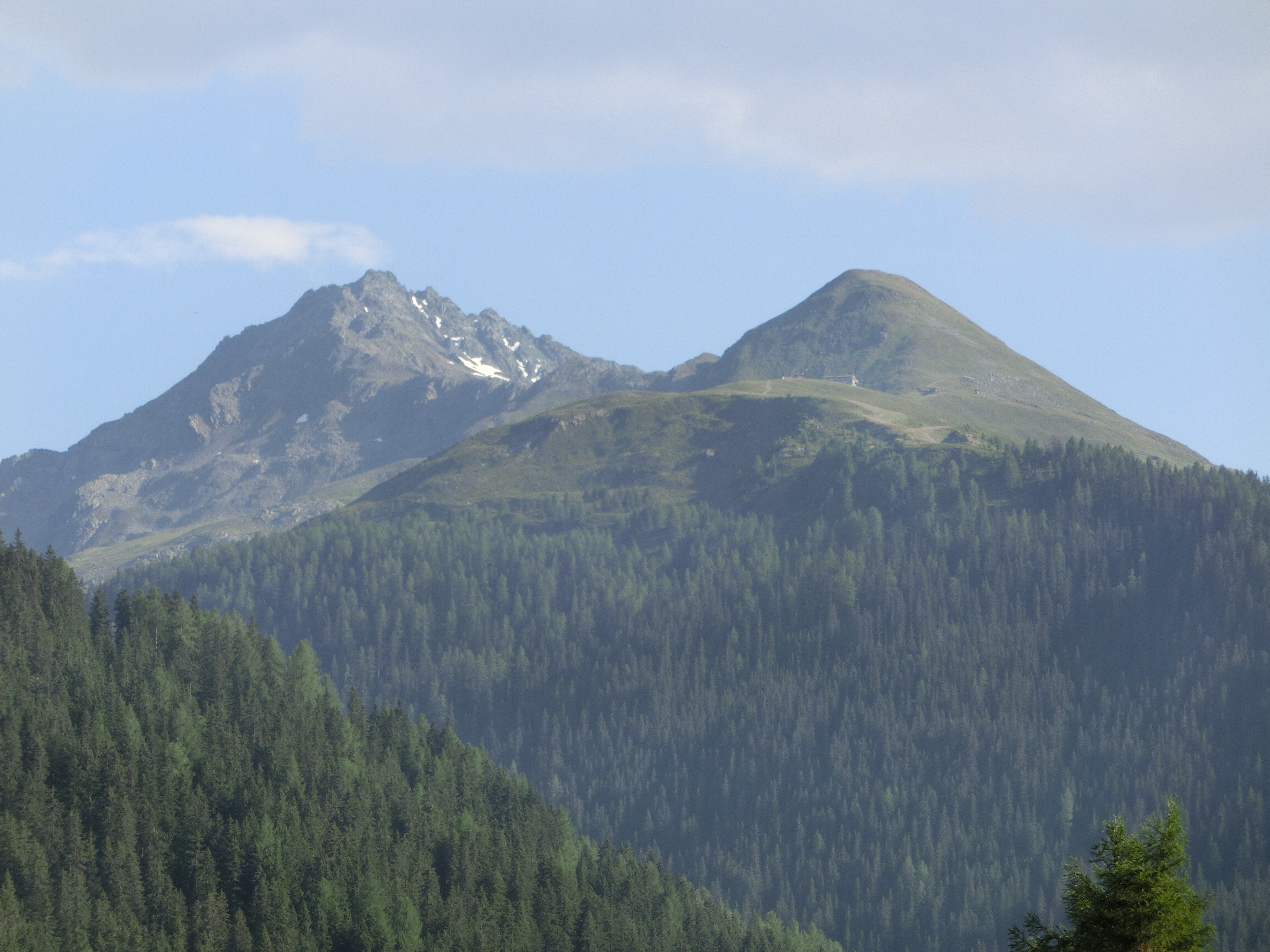

里訥山（Rinerhorn），是瑞士的山峰，位於該國東南部，由格勞賓登州負責管轄，屬於阿爾布拉山脈的一部分，海拔高度2,528米，每年平均降雨量1,729毫米。